# Cixius hueisuna
Cixius hueisuna är en insektsart som beskrevs av Tsaur 1991. Cixius hueisuna ingår i släktet Cixius och familjen kilstritar. Inga underarter finns listade i Catalogue of Life.